# Hieracium naegelianum
Hieracium naegelianum es una especie de planta con flor del género Hieracium, de la familia Asteraceae, orden Asterales.

## Distribución
Hieracium naegelianum se distribuye por Albania, Bulgaria, Grecia, Italia y el noroeste de los Balcanes.

## Taxonomía
Fue descrita científicamente por Panc.